# Josef Polig
Josef Polig (ur. 9 listopada 1968 w Vipiteno) – włoski narciarz alpejski, złoty medalista olimpijski.

## Kariera
Największy sukces w karierze Josef Polig osiągnął w 1992 roku, kiedy zdobył złoty medal w kombinacji alpejskiej podczas igrzysk olimpijskich w Albertville. Po zjeździe do kombinacji zajmował szóste miejsce, tracąc do prowadzącego Jana Einara Thorsena z Norwegii 0,79 sekundy. W slalomie uzyskał piąty czas, co jednak dało mu najlepszy łączny wynik i złoty medal. Na podium wyprzedził swego rodaka, Gianfranco Martina oraz Steve’a Lochera ze Szwajcarii. Był to pierwszy w historii złoty medal olimpijski dla Włoch w tej konkurencji, a także jedyny wywalczony przez Poliga na międzynarodowej imprezie tej rangi. Na tych samych igrzyskach był też piąty w supergigancie oraz dziewiąty w slalomie gigancie.
Kilkukrotnie startował na mistrzostwach świata, najlepszy wynik osiągając podczas rozgrywanych w 1989 roku w mistrzostw świata w Vail, gdzie był dziewiąty w kombinacji. W zawodach Pucharu Świata zadebiutował 27 listopada 1988 roku w Schladming, zajmując czternaste miejsce w supergigancie. Tym samym już w swoim debiucie wywalczył pierwsze pucharowe punkty. Nigdy nie stanął na podium, najwyższą lokatę w zawodach tego cyklu wywalczył 19 stycznia 1992 roku w Kitzbühel i 20 marca 1993 roku w Kvitfjell, zajmując piąte miejsce, odpowiednio w kombinacji i biegu zjazdowym. Najlepsze wyniki osiągał w sezonie 1991/1992, kiedy zajął 23. miejsce w klasyfikacji generalnej, a w klasyfikacji kombinacji był czwarty. Kilkukrotnie zdobywał medale mistrzostw Włoch, w tym złote w kombinacji w latach 1988 i 1993.

## Osiągnięcia

### Igrzyska olimpijskie
| Miejsce | Dzień     | Rok  | Miejscowość | Konkurencja | Czas biegu  | Strata  | Zwycięzca           |
| ------- | --------- | ---- | ----------- | ----------- | ----------- | ------- | ------------------- |
| 1.      | 11 lutego | 1992 | Albertville | Kombinacja  | 14,58 pkt   | -       | -                   |
| 5.      | 16 lutego | 1992 | Albertville | Supergigant | 1:13,04 min | +0,84 s | Kjetil André Aamodt |
| 9.      | 18 lutego | 1992 | Albertville | Gigant      | 2:06,98 min | +2,47 s | Alberto Tomba       |

### Mistrzostwa świata
| Miejsce | Dzień       | Rok  | Miejscowość | Konkurencja | Czas biegu  | Strata  | Zwycięzca          |
| ------- | ----------- | ---- | ----------- | ----------- | ----------- | ------- | ------------------ |
| 9.      | 3 lutego    | 1989 | Vail        | Kombinacja  | 4,72 pkt    | ?       | Marc Girardelli    |
| DNF     | 23 stycznia | 1991 | Saalbach    | Supergigant | 1:26,73 min | -       | Stephan Eberharter |
| DNF     | 30 stycznia | 1991 | Saalbach    | Kombinacja  | 16,28 pkt   | -       | Stephan Eberharter |
| DNF     | 8 lutego    | 1993 | Morioka     | Kombinacja  | 34,22 pkt   | +1,87 s | Lasse Kjus         |

### Puchar Świata

#### Miejsca w klasyfikacji generalnej
- sezon 1988/1989: 59.
- sezon 1989/1990: 59.
- sezon 1990/1991: 34.
- sezon 1991/1992: 23.
- sezon 1992/1993: 43.
- sezon 1993/1994: 95.
- sezon 1994/1995: 120.

#### Miejsca na podium
Polig nigdy nie stanął na podium zawodów PŚ.